# Wirwilty
Wirwilty (deutsch Wehrwilten) ist ein Ort in der polnischen Woiwodschaft Ermland-Masuren. Er gehört zur Gmina Bartoszyce (Landgemeinde Bartenstein) im Powiat Bartoszycki (Kreis Bartenstein (Ostpr.)).

## Geographische Lage
Wirwilty liegt in der nördlichen Mitte der Woiwodschaft Ermland-Masuren, 23 Kilometer südlich der früheren und heute auf russischem Hoheitsgebiet gelegenen Kreisstadt Preußisch Eylau (russisch Bagrationowsk) bzw. drei Kilometer nordöstlich der heutigen Kreismetropole Bartoszyce (deutsch Bartenstein).

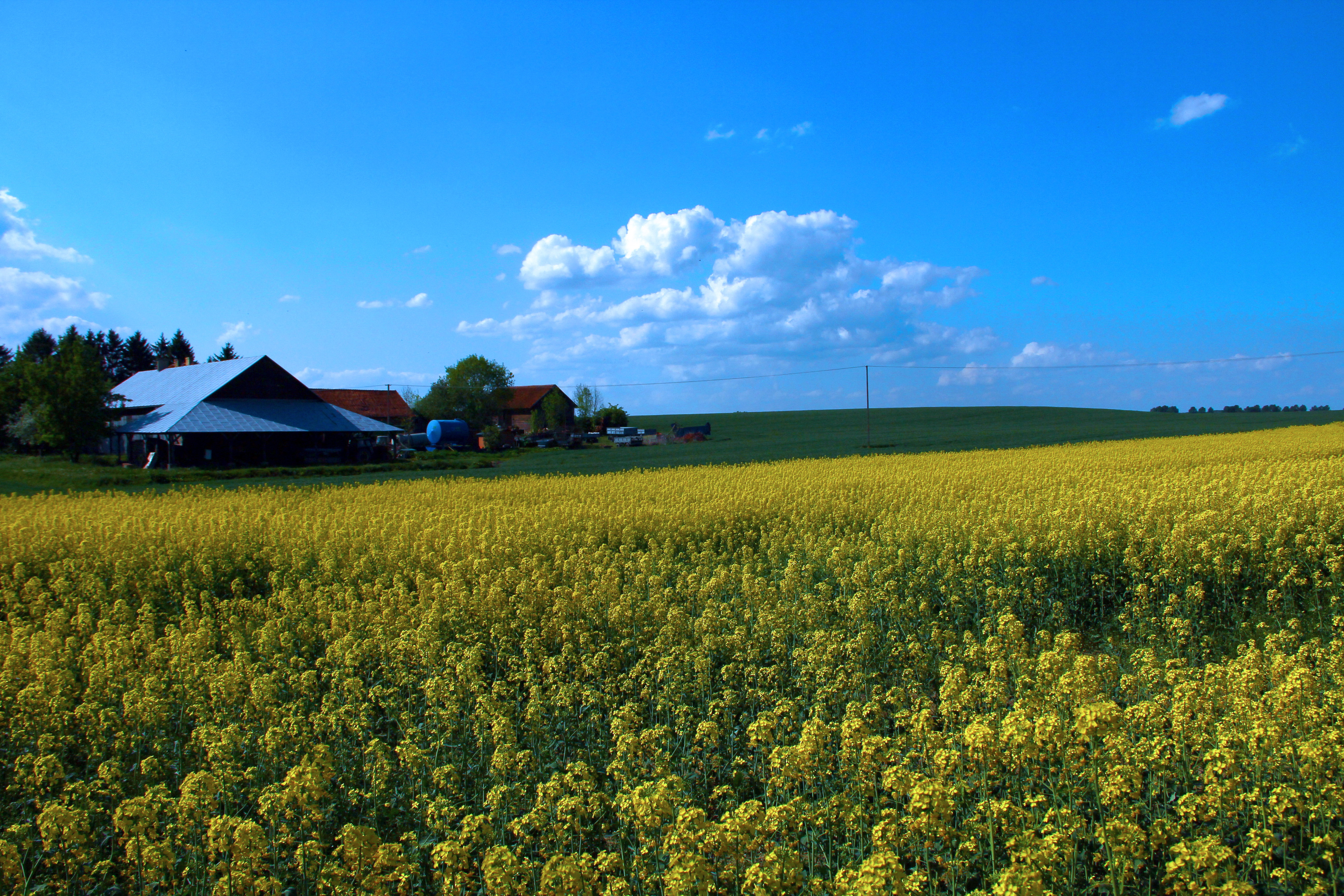
Rapsfeld bei Wirwilty

## Geschichte
1325 ist das Gründungsjahr des Dorfes Brunit, das danach Werwild, nach 1352 Wiwilten, nach 1414 Wehrwillten, nach 1570 Werwilten und nach 1785 Wehrwilten genannt wurde. Zum Dorf gehörten eine Ziegelei und eine Windmühle.
Von 1874 bis 1945 gehörte Wehrwilten zum Amtsbezirk Liesken (polnisch Liski) im ostpreußischen Kreis Friedland (ab 1927: Kreis Bartenstein).
Im Jahre 1910 waren in Wehrwilten 227 Einwohner gemeldet. Ihre Zahl belief sich 1933 auf 236 und 1939 auf 241.
In Kriegsfolge fiel 1945 das gesamte südliche Ostpreußen an Polen. Wehrwilten erhielt die polnische Namensform „Wirwilty“ und ist heute eine Ortschaft in der Landgemeinde Bartoszyce (Bartenstein) im Powiat Bartoszycki (Kreis Bartenstein (Ostpr.)), von 1975 bis 1998 der Woiwodschaft Olsztyn, seither der Woiwodschaft Ermland-Masuren zugehörig.

## Religion

### Christentum
Wehrwilten war bis 1945 in die evangelische Johanniskirche in Bartenstein (Bartoszyce) in der Kirchenprovinz Ostpreußen der Kirche der Altpreußischen Union, außerdem in die römisch-katholische Kirche St. Bruno in der Kreisstadt im damaligen Bistum Ermland eingepfarrt.
Heute gehört Wirwilty katholischerseits weiterhin zur Pfarrei in Bartoszyce, jetzt allerdings im Erzbistum Ermland gelegen, evangelischerseits zur Kirchengemeinde der Kreisstadt, die jetzt eine Filialgemeinde der Johanneskirche in Kętrzyn (Rastenburg) in der Diözese Masuren der Evangelisch-Augsburgischen Kirche in Polen ist.

## Verkehr
Wirwilty liegt an einer Nebenstraße, die Bartoszyce (Bartenstein) an der polnischen Landesstraße 51 (einstige deutsche Reichsstraße 128)   und Woiwodschaftsstraße 512 (frühere Reichsstraße 142) mit Sępopol (Schippenbeil) verbindet.
Eine Anbindung an den Bahnverkehr existiert nicht mehr, seit 1945 die Bahnstation Skitten (polnisch Skitno) an der dann aufgegebenen Bahnstrecke Wehlau–Friedland–Bartenstein–Heilsberg geschlossen worden ist.